# 3731 Hancock
3731 Hancock (1984 DH1) là một tiểu hành tinh nằm phía ngoài của vành đai chính được phát hiện ngày 20 tháng 2 năm 1984 ở Đài thiên văn Perth, Perth, Western Australia.